# Pinocchio's Daring Journey

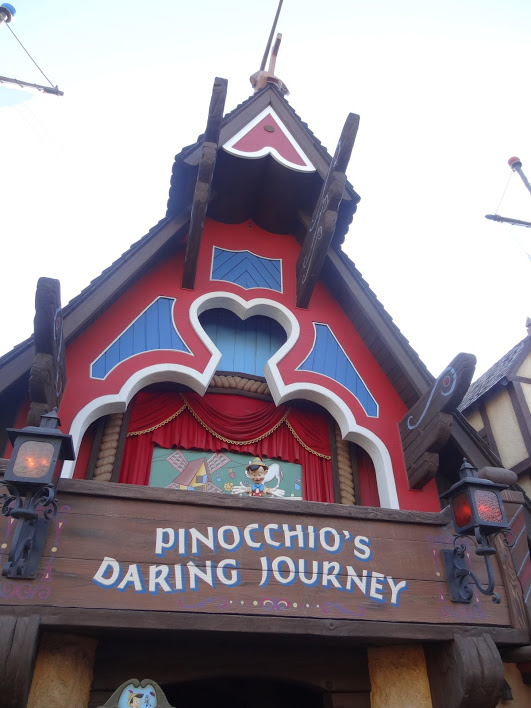

Pinocchio's Daring Journey è un'attrazione della tipologia dark ride presente a Disneyland, Tokyo Disneyland e Disneyland Paris. Basata sul film  Pinocchio, secondo lungometraggio animato prodotto da Walt Disney. Si trova nel settore dei parchi denominato Fantasyland.

## Storia dell'attrazione
Quando il primo Disneyland aprì nel 1955, tra le attrazioni presenti nel giorno di inaugurazione c'erano tre dark rides ispirate ad altrettanti film Disney: Snow White's Scary Ride (ispirata a Biancaneve e i sette nani), Peter Pan's Flight (ispirata a Le avventure di Peter Pan) e Mr. Toad's Wild Ride (ispirata a Le avventure di Ichabod e Mr. Toad). Esse riscuotevano un grande successo, principalmente dovuto al fatto che il visitatore era in grado di "entrare" fisicamente nelle storie dei film e vivere in prima persona le situazioni dei personaggi più amati. 
Walt Disney cercò, negli anni successivi, di aprirne altre, ma l'aggravarsi delle sue condizioni di salute lo portò più volte ad accantonare i progetti, che alla sua morte (avvenuta nel 1966) rimasero tutti incompiuti.
Tra le idee di Disney c'erano attrazioni ispirate ad Alice nel Paese delle Meraviglie, Dumbo, La spada nella roccia e appunto Pinocchio.
Nel 1976 una delle storiche attrazioni di Disneyland, il Mickey Mouse Club Theatre, chiuse i battenti. Una volta smontate le sue scenografie, rimase in piedi la grande struttura dove l'attrazione era ospitata; sin dal primo momento si pensò di costruirci dentro la dark ride dedicata a Pinocchio che Walt Disney aveva tanto voluto. 
Il progetto andò avanti per molto tempo, tanto che furono addirittura prodotti dei modellini per dei vagoni, che avrebbero avuto la forma dei giocattoli intagliati a mano da Geppetto; furono inoltre pensati molti effetti speciali per le varie scene.
Tuttavia dopo le prime fasi di lavorazione il progetto si arenò e per qualche anno fu lasciato in sospeso.
Nel 1980, in occasione dell'inizio dei lavori per Tokyo Disneyland, i progetti furono ripresi e perfezionati. L'attrazione debuttò nell'aprile del 1983 proprio nel giorno d'apertura del parco giapponese; un mese e mezzo dopo fu aperta anche a Disneyland, nella struttura precedentemente occupata dal teatro chiuso nel '76.
Nel 1992 l'attrazione fu costruita anche a Disneyland Paris (Parc Disneyland), richiamata dal volutamente non lontano relitto dell'imbarcazione di Geppetto nella vicina Adventure Isle.
Attualmente in tutti e tre i parchi in cui è presente Pinocchio's Daring Journey è una delle attrazioni più amate e visitate.

## L'attrazione
L'attrazione è una dark ride, ossia è costituita da un percorso da compiere in alcuni vagoncini su binari. Il percorso si snoda tra alcune scene del film, realizzate per mezzo di diorami, scenografie, effetti speciali e animatroni riproducenti i personaggi del film. La colonna sonora dell'attrazione comprende brani musicali e dialoghi tratti dal film.
L'intero percorso è ospitato in un capannone del quale i visitatori possono vedere solo la facciata, mentre il retro non è accessibile; ha una durata di circa 3 minuti.
A differenza delle altre tre dark ride ispirate ai film Disney, non sussistono variazioni tra le installazioni nei diversi parchi, e ciascuna di esse risulta perfettamente identica alle altre. Inoltre a differenza delle altre, nelle quali il visitatore interpreta fisicamente il protagonista della storia (pertanto esso non compare quasi mai), in questa si limita a far da spettatore, perciò Pinocchio appare molto spesso.

### Percorso
Dopo la queue line, i visitatori salgono  a bordo dei vagoncini, che hanno la forma di tronchi di legno intagliati; sono così ammessi allo spettacolo di marionette di Stromboli Mangiafuoco dove vedono Pinocchio muoversi assieme alla marionetta olandese e a quella francese, al termine del quale, nel backstage, entrano in una grossa gabbia dalla quale però riescono a scappare.
Dopodiché i vagoni entrano nel Paese dei Balocchi e si assiste alla trasformazione di Lucignolo in un asino. Poi si prosegue per il mare, dove si evita per un soffio di finire mangiati da Monstro la balena.
Dopo una breve passeggiata nel villaggio di Pinocchio, si entra nel laboratorio di Geppetto, dove magicamente compare la Fata Azzurra che trasforma Pinocchio in un bambino vero. 
Tutti festeggiano il lieto fine, poco prima che i vagoni tornino nella sala iniziale d'imbarco.

## Effetti speciali
Essendo di fattura più recente, Pinocchio impiega effetti speciali più avanzati rispetto alle altre attrazioni precedenti; molti di questi effetti speciali sono stati riutilizzati anche nelle varie versioni di Haunted Mansion, più o meno coeva.
- La scena della trasformazione di Lucignolo in ciuchino è ottenuta per mezzo di un ologramma: nello specchio che il bambino tiene in mano è proiettata un'immagine del suo volto "umano", mentre l'animatrone che lo rappresenta ha il volto di un asino.
- L'apparizione della Fata è ottenuta per mezzo del cosiddetto Fantasma di Pepper. Un animatrone della fatina, rivestito di fibre ottiche luminescente, è posizionato in una zona in ombra non visibile dai visitatori; di fronte a esso è messa una lastra di vetro orientata verso i visitatori. Quando l'animatrone viene illuminato da un apposito faro, la sua immagine sarà riflessa nello specchio, con un effetto "trasparente"; in seguito la luce si spegne in dissolvenza e in questo modo il riflesso pian piano scompare alla vista dei visitatori. Rimangono accese solo le fibre ottiche che simulano il luccichio della "polvere di fata".